# Anthrax (Band)
Anthrax ist eine Metal-Band, die 1981 in New York von Scott Ian Rosenfeld (dem einzigen heute noch in der Band spielenden Gründungsmitglied) und Dan Lilker gegründet wurde. Anthrax ist neben Metallica, Megadeth und Slayer eine der sogenannten „Big Four“ des Thrash Metal.
Zunächst noch deutlich von der New Wave of British Heavy Metal bzw. den durch diese beeinflussten Spielarten Power Metal und Speed Metal beeinflusst, war Anthrax wesentlich an der Entwicklung des Thrash Metal beteiligt. Das erste Album Fistful of Metal und die folgende EP Armed and Dangerous ist stilistisch noch etwas uneinheitlich, das zweite Album Spreading the Disease ist jedoch bereits ein nahezu reines Thrash-Album.
Im Verlauf der Bandgeschichte öffnete sich die Band auch zunehmend gegenüber anderen Musikstilen. So gilt Anthrax vor allem durch die 1987 erschienene EP I’m the Man und das 1992 erschienene, zusammen mit Public Enemy aufgenommene Bring the Noise als eine der Bands, die wesentlich für die Zusammenführung von Rock und Rap zu Crossover verantwortlich waren. Später kamen auch Einflüsse aus dem klassischen Rock und Alternative Metal hinzu. Zuletzt erfolgte wieder eine Rückbesinnung auf den Thrash Metal.

## Geschichte

### Die Anfänge (1981–1985)
Scott Ian gründete Anthrax 1981 zusammen mit Klassenkamerad Dan Lilker. Die beiden bildeten das erste Gitarrenduo der Band, und die weitere Zusammensetzung der Band bestand aus dem Bassisten Kenny Kushner, dem Schlagzeuger Dave Weiss und dem Sänger John Connelly. Ihren ersten Auftritt hatten Anthrax dann in einem Kirchenkeller in New York. Bei ihrem ersten Konzert hatten sie 50 zahlende Besucher, im zweiten schon ca. 200. Damals spielten Anthrax noch eine Mischung aus Coverversionen und eigenen Stücken. Nach einigen Auftritten ersetzte Paul Kahn Kenny Kushner, der später World Bang gründen sollte. Kahn verließ die Band nach kurzer Zeit wieder. Nun wechselte Danny Lilker an den Bass und Greg Walls wurde neuer Leadgitarrist. Die Stimme von Anthrax wechselte ebenfalls, denn John Connelly verließ Anthrax und gründete Nuclear Assault, für ihn kam Neil Turbin. Auch Dave Weiss verließ die Band und Gregg D’Angelo nahm seinen Platz am Schlagzeug ein.
Das Line-Up wechselte weiter. Hinterm Schlagzeug saß nun Charlie Benante. Die Leadgitarre spielte der Ex-Overkill-Gitarrist Dan Spitz. 1983 entstanden die ersten Demo-Aufnahmen, heute als The Neil Turbin-Demos kursierend. Zudem wurde 1983 ein heute Unofficial Demos betiteltes Demo mit Manowar-Mitglied Ross Friedman (Ross the Boss) aufgenommen. Es existiert weiterhin eine Demo-Single von Soldiers Of Metal/Howling Furies. Anthrax produzierte anschließend zusammen mit Carl Canedy das erste Album namens Fistful of Metal und veröffentlichte es im Januar 1984 in den USA auf dem New Yorker Label Megaforce Records von Jon Zazula. Es stellt eine Mischung aus US-Metal und Speed Metal dar. Später wurde Fistful of Metal auch außerhalb der USA auf Music for Nations veröffentlicht. In Deutschland landete das Cover, es zeigt einen Kopf, aus dessen blutendem Mund eine mit einem metallischen Schlagriemen besetzte Faust entspringt, auf dem Index der Bundesprüfstelle für jugendgefährdende Schriften.
Danny Lilker verließ Anthrax, neuer Bassist wurde Frank Bello, Neffe von Charlie Benante und bis dahin Roadie der Band. Nach einer Tour mit Metallica und Raven im Jahre 1983 trennte sich Anthrax von Neil Turbin. Joseph Bellardini, bekannt als Joey Belladonna, wurde neuer Sänger von Anthrax. 1985 erschien als Test für die neue Besetzung die EP Armed & Dangerous mit drei neuen Stücken, u. a. eine Coverversion von God Save the Queen der Sex Pistols, und zwei Live-Neueinspielungen von Metal Thrashing Mad und Panic.

### Die Ära Belladonna (1985–1992)

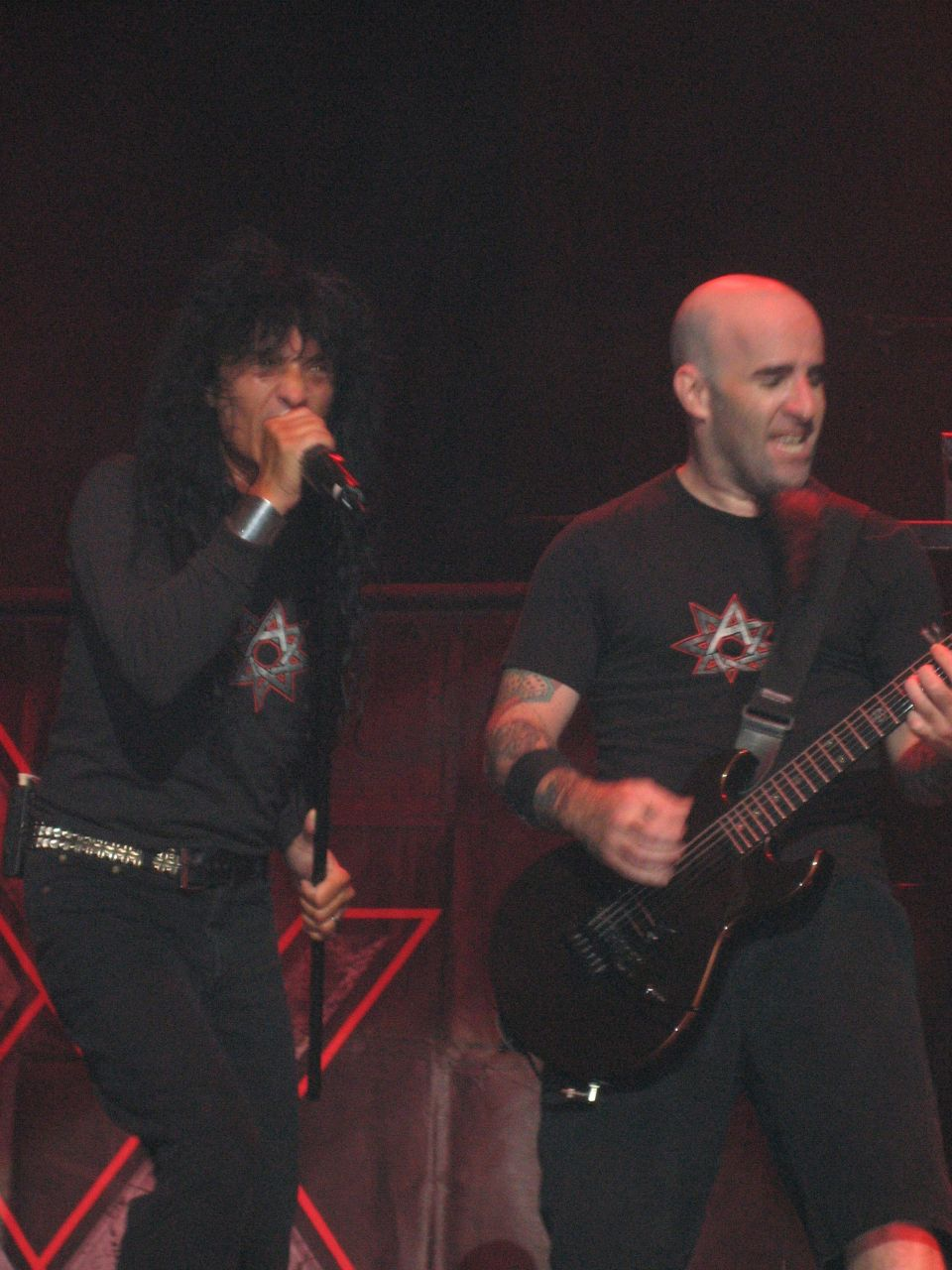
Joey Belladonna und Scott Ian, 2005

Durch die Tour mit Metallica sowie den Boom des amerikanischen Thrash Metal und den damit verbundenen Erfolg von Armed & Dangerous war Anthrax im Jahre 1985 auch geschäftlich erfolgreich. Sie entschieden sich für einen Vertrag mit Island Records und spielten ihr zweites Album Spreading the Disease ein. Es bildete sich der typische abgehackte Thrash-Metal-Stil verbunden mit hohem melodiösem Gesang aus, der für Anthrax die nächsten Jahre typisch werden sollte und mit dem die Band auch in Zukunft am stärksten assoziiert wird. Die letzten drei Stücke entstanden noch unter Mitwirkung von Neil Turbin und Dan Lilker und sind wesentlich traditioneller ausgefallen. Auch textlich entfernte sich Anthrax von den typischen Heavy-Metal-Klischees der ersten Hälfte der 1980er Jahre. Scott Ian und Charlie Benante nutzten ihre freie Zeit, um mit Dan Lilker und dem Anthrax-Roadie Billy Milano ein Album einzuspielen: S.O.D.s Speak English or Die. Die Platte wurde von Megaforce veröffentlicht, und es folgten lediglich sieben Gigs. Im Zusammenhang mit diesem Album wurde der Begriff Mosh geprägt.
Zum Titel Madhouse veröffentlichten Anthrax 1986 zudem ihren ersten Videoclip, in dem die Band den Song in einem Irrenhaus umgeben von den Insassen spielt. Die Verkaufszahlen von Spreading the Disease übertrafen die ohnehin positiven Erwartungen, und Anthrax ging, beginnend in London, ab September 1986 wieder (bis 26. September mit Metallica) auf große Europa-Tour. Da sie auf ihren Konzerten immer öfter das schwarze Leder ablegten und stattdessen bunte Shirts oder sogar Bermudashorts trugen, wurden sie auch als Spaß-Metaller angesehen; auf ihren Veröffentlichungen ist dies aber erst auf der späteren EP I’m the Man zu sehen.
Im November 1986 begab sich Anthrax wieder ins Studio, um Among the Living aufzunehmen. Das Cover und der Titelsong nehmen Bezug auf die Figur Randall Flagg aus Stephen Kings Roman The Stand – Das letzte Gefecht. Auch A Skeleton in the Closet wurde durch eine Novelle von King inspiriert. Das komplette Album ist dem verstorbenen Metallica-Bassisten Cliff Burton gewidmet. Auch Dan Lilker leistet durch die Mitarbeit an Imitation of Life wieder einen Beitrag für seine ehemalige Band. Anthrax machten eine lange Welttournee, die sich bis ins Jahr 1988 hineinzog, wo sie z. B. im legendären Hammersmith Odeon in London spielte; später unter dem Titel Oidivnikufesin (Nice Fuckin’ Video) (1988) als VHS veröffentlicht.
Zunächst nur als Single veröffentlicht, nahm Anthrax Mitte 1987 die EP I’m the Man auf. Der Song polarisierte aufgrund des Stil-Crossover von Metal und Rap in Begeisterung und Ablehnung. Trotzdem war diese EP für Anthrax wieder ein großer Erfolg, u. a. weil im gleichen Jahr Aerosmith und Run DMC mit Walk this Way eine Nummer ähnlichen Stils herausbrachten. Aufgrund des anhaltenden Erfolgs ergab es sich für Anthrax, zusammen mit Bon Jovi, Dio, Metallica, W.A.S.P. und Cinderella bei den legendären Monsters-of-Rock-Festivals von 1987 in Castle Donnington und 1988 mit Iron Maiden, David Lee Roth, Kiss u. a. in Deutschland (Schweinfurt und Bochum) und anderen kontinental-europäischen Ländern zu spielen.
State of Euphoria (1988), produziert von Mark Dodson und Anthrax, verkaufte sich auf Anhieb eine Million Mal und wurde damit vergoldet. Musikalisch und inhaltlich wurde der auf Among the Living eingeschlagene Weg fortgeführt, die Produktion allerdings noch zeitgemäßer gehalten. Anthrax begab sich auf die sehr erfolgreiche Road to Euphoria Tour und absolvierte eine von MTV präsentierte Headbangers-Ball-Tour. 1989 erschien nur in Europa die EP Penikufesin (Nice Fuckin’ EP) mit sechs Stücken.
Bei den Aufnahmen mit Mark Dodsen zum fünften Album kam es am 24. Juli 1990 zu einem Rückschlag in der Anthrax-Geschichte. Der Proberaum der Band mit angeschlossenem Studio brannte nieder. Technisches Equipment, Demo-Aufnahmen und privates Material gingen verloren. Das Album musste in Los Angeles unter Mithilfe von Steve Thompson und Michael Barbiero fertiggestellt werden. Diese Ereignisse beeinflussen das 1990 veröffentlichte Album Persistence of Time, welches dunkler und weniger positiv klingt und sich stark mit dem Thema Vergänglichkeit auseinandersetzt. 1990 wurde zudem die zweite VHS Through Time P.O.V. auf den Markt gebracht.
1992 bewies Anthrax mit der 44-minütigen EP Attack of the Killer B′s erneut, dass sie Pioniere in Sachen Crossover sind. Sie entstand mit dem von der Vorgänger-Platte bewährten Team Dodsen, Thompson und Barbiero. Im Mittelpunkt stand der Track Bring the Noise. Er entstand in Kooperation mit Public Enemy, die das Lied ursprünglich auf ihrem Album It Takes a Nation of Millions to Hold Us Back (1988) veröffentlichten. Bahnbrechend war vor allen Dingen die folgende Bring the Noise Tour, die Public Enemy im Vorprogramm beinhaltete und am Ende der Konzerte in gemeinsamen Sessions von Bring the Noise gipfelte. Durch diese Aufstellung kam es praktisch zu einem inter-subkulturellen Zusammentreffen von Metal- und Hip-Hop-Fans. Doch im Zuge der EP wurde auch der Zwist zwischen der Band und Sänger Belladonna deutlich, der auf der Platte wenig zu hören ist, denn die meisten Vocals stammen von Ian.

### Die Ära Bush (1992–1999)

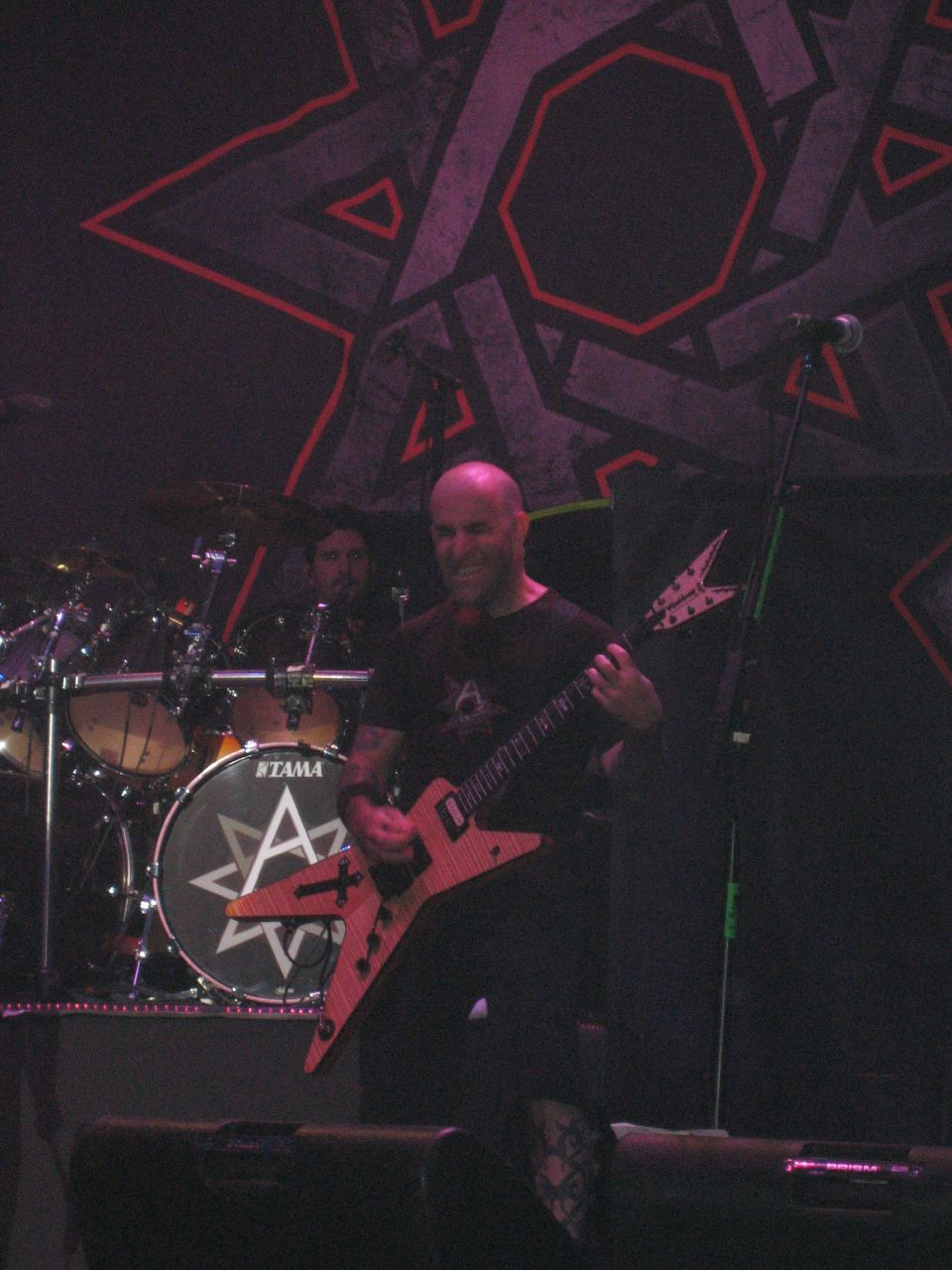
Charlie Benante und Scott Ian

Nach der Bring the Noise Tour wechselte die Band von Island zu Elektra Records und Belladonna wurde durch den Armored-Saint-Sänger John Bush ersetzt. Mit ihm wurde 1993 das Album Sound of White Noise mit der ausgekoppelten Single Only aufgenommen und veröffentlicht. Nach dem Album kam zudem das dritte VHS-Video von Anthrax auf den Markt. Es zeigt ein Konzert der Bring the Noise Tour zusammen mit Public Enemy. Des Weiteren veröffentlichte die vorherige Plattenfirma das Live-Album Live the Island Years, das ebenfalls auf dieser Tour aufgenommen wurde.
Es folgte die Entlassung von Spitz, in deren Folge man nach einer Lösung für die Aufnahmen zum nächsten Album suchte. Anthrax bekam daraufhin Unterstützung von Panteras Gitarristen Dimebag Darrell und Paul Crook als festem Aushilfsgitarristen. Er spielte schon seit Persistence of Time auf mehreren Anthrax-Alben und bei Gigs mit. Aufgrund der nicht den Erwartungen entsprechenden Verkaufszahlen des Vorgängeralbums (von Sound of White Noise wurden nur 500.000 Kopien abgesetzt) wurde 1995 das neue Album Stomp 442 werblich kaum von der Plattenfirma unterstützt. Trotzdem verkaufte es sich ca. 100.000 Mal. Nach der zugehörigen Tour trennten sich Anthrax und Elektra. Ian konzentrierte sich nun auf die Produktion der Band Killing Culture und auf S.O.D.
Das nachfolgende Album Volume 8: The Threat Is Real wurde schließlich 1998 bei Ignition Records veröffentlicht. Diesmal war erneut Dimebag Darrell von Pantera sowie deren Sänger Phil Anselmo als Gast dabei. Das Album verkaufte sich wieder nur um die 100.000-mal und die dazugehörige Tour war auch nicht gut besucht, zudem meldete die Plattenfirma Konkurs an. Aufgrund dessen wurden von dem Album nie mehr als 120.000 Kopien produziert. Bei Beyond Records veröffentlichte man 1999 die Best-of-Kompilation Return of the Killer A′s. Belladonna und Bush sangen hier im Duett bei der Interpretation des Temptations-Klassikers Ball of Confusion.

### Die jüngere Vergangenheit (seit 1999)

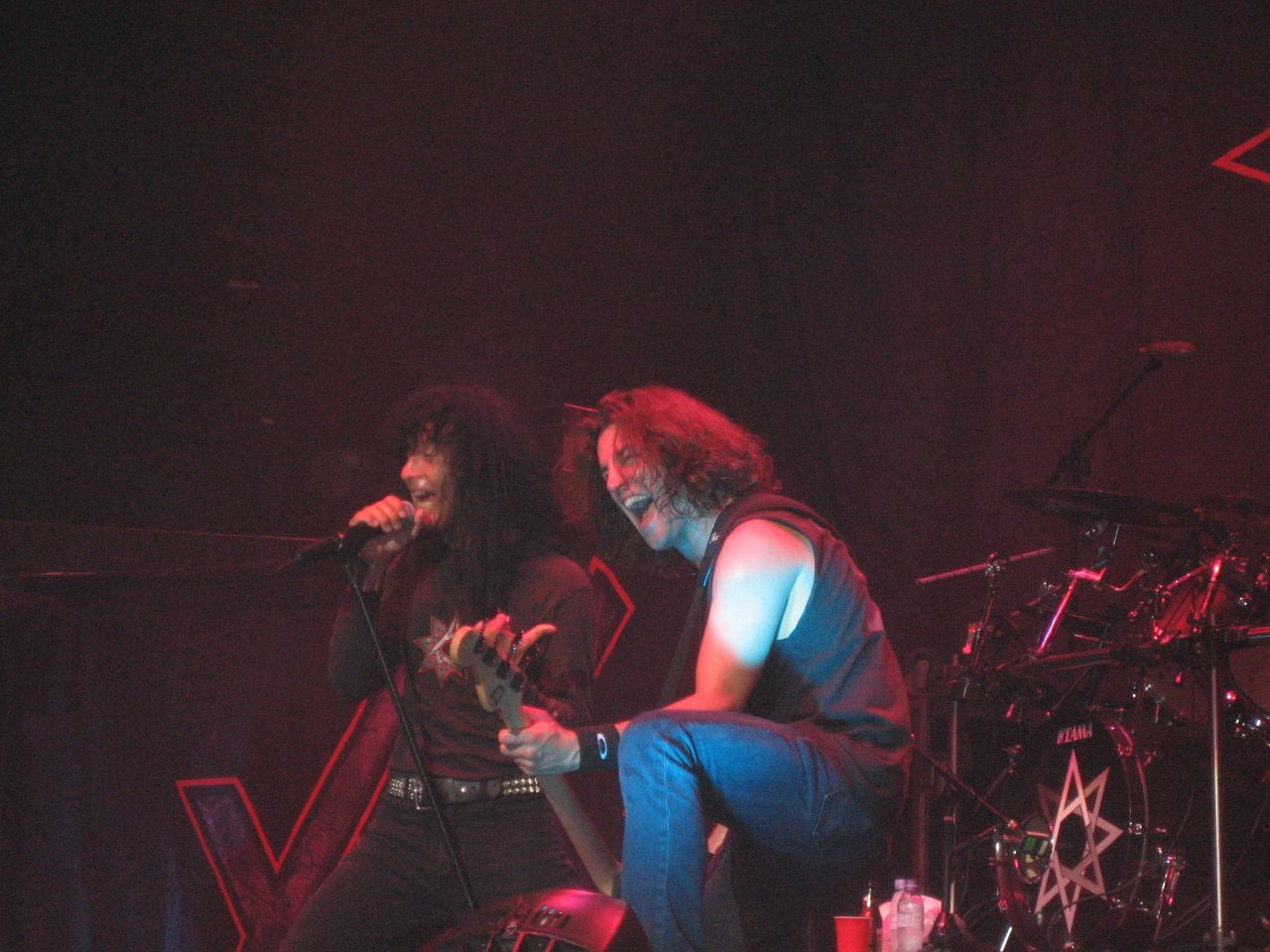
Joey Belladonna und Frank Bello auf der Reunion-Tour 2005

1999 reformierten Charlie und Scott S.O.D. und verbuchten einen mittelmäßigen Erfolg, gemessen an dem über eine Million Mal verkauften Erstling Speak English or Die. Sie brachten zusammen mit Billy Milano und Danny Lilker ein neues Album namens Bigger than the Devil auf den Markt. John konzentriert sich 1999 auf die reformierten Armored Saint.
Das Album We’ve Come for You All erschien 2003. Paul Crook machte Platz für Rob Caggiano von Boiler Room. Caggiano war im Gegensatz zu Crook aber ein offizielles Mitglied von Anthrax. Trotzdem tauchte auch Panteras Dimebag Darrell wieder auf der Scheibe auf und gab u. a. dem Song Cadillac Rock Box den Namen. Darrel war nicht der einzige prominente Gastmusiker auf dem Album. Bei Taking the Music Back agiert Roger Daltrey von The Who mit. Alex Ross (Comiczeichner) übernahm die Gestaltung für die CD und die Single Safe Home. Es folgte noch eine Kombination aus DVD und CD von einem Auftritt in Chicago aus dem Jahre 2004 unter dem Namen Music of Mass Destruction. Im selben Jahr erschien auch noch The Greater of Two Evils, wobei es sich um Neueinspielungen von Stücken aus der Neil Turbin- und Belladonna-Ära handelte, diesmal mit Sänger John Bush. Zwischenzeitlich stieg Frank Bello aus der Band aus und wurde durch Joey Vera ersetzt. 2005 kam die „klassische 80er-Jahre“-Besetzung mit Joey Belladonna, Frank Bello und Danny Spitz für einige Shows und eine Tour wieder zusammen.

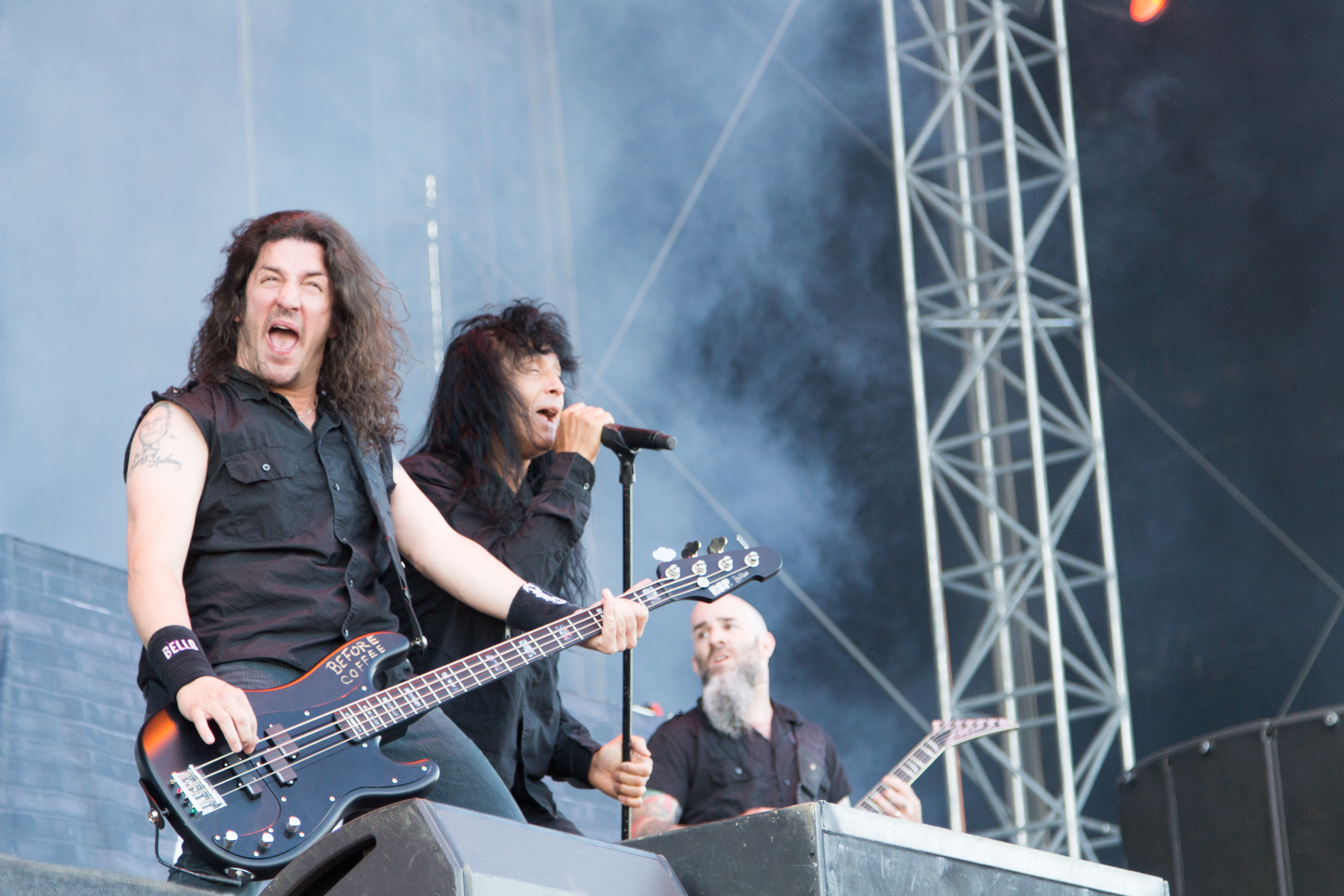
Frank Joseph Bello und Joey Belladonna am Nova Rock 2014

Ab Februar 2007 war Joey Belladonna erneut nicht mehr in der Band. So berichtete das Rock Hard Magazin folgendes: „Sänger Joey Belladonna ist bei Anthrax rausgeflogen, weil er nicht bereit war, im Frühjahr eine lukrative US-Support-Tour mitzufahren. Scott Ian & Co. versuchen derzeit, Ex-Fronter John Bush zurück ins Boot zu holen.“ Jedoch gab John Bush in einem Interview bekannt, dass er nicht mehr mit seiner alten Crew auftreten wird. Des Weiteren soll um Corey Taylor (Slipknot), Bo Bice, den Zweitplatzierten von American Idol 2005, und Whitfield Crane (Ugly Kid Joe und Life of Agony) geworben worden sein. In einem Interview mit dem deutschen Szenemagazin Metal Hammer bestätigt Corey Taylor den Anwerbungsversuch von Anthrax. Der Slipknot-Frontmann schildert: „Es war etwas, worüber wir nicht wirklich lange gesprochen hatten. Wir hatten darüber geredet, es einmalig zu versuchen, aber wir wollten eigentlich nur sehen, was passieren könnte.“ Scott Ian und Frank Bello von Anthrax planten eine Akustik-Show in einem New Yorker Club und luden Taylor ein, sich ihnen anzuschließen. Taylor stimmte zu und absolvierte mit der übrigen Band von Anthrax den Unplugged-Auftritt. Im Scherz wurde, laut weiteren Beschreibungen Taylors, nach der Show eingeworfen, der Slipknot-Sänger könne doch bei Anthrax einsteigen, was auch Taylor für keine schlechte Idee hielt. Im Vorfeld für Demo-Aufnahmen und Proben zum kommenden Anthrax-Album schaltete sich Slipknots Plattenfirma Roadrunner ein, wann Taylor gedenke, am kommenden Slipknot-Album All Hope Is Gone weiterzumachen. Schweren Herzens sagte Taylor telefonisch Anthrax ab.
Im Dezember 2007 wurde der Sänger Dan Nelson als neuer Frontmann vorgestellt. Vor dem Erscheinen des Albums Worship Music trennte sich die Band im Juli 2009 wieder von dem Sänger und Anthrax bestritt in der Folge die anstehenden Konzerte mit John Bush am Mikrofon. Scott Ian und Rob Caggiano gründeten zusammen mit anderen Musikern die Supergroup The Damned Things und veröffentlichten im Jahre 2010 ein Debütalbum namens Ironiclast. Am 10. Mai 2010 publizierte Anthrax eine Pressemitteilung, nach welcher Sänger Joey Belladonna ab sofort wieder zum Line-up gehörte und gemeinsam mit Anthrax beim Sonisphere Festival 2010 auftrat. Am 29. Oktober 2010 erschien hiervon die Konzert-DVD The Big Four Live from Sofia, Bulgaria, wo die Band erstmals gemeinsam mit Metallica, Megadeth und Slayer spielte.
Im Sommer 2011 spielte die Band auf weiteren Big-4-Festivals. Dabei half Andreas Kisser von Sepultura an der Gitarre aus, da Scott Ians Frau Pearl Aday ein Kind erwartete und letzterer einige Zeit bei ihr blieb. Am 24. Juni des Jahres wurde mit Fight ’Em ’Til You Can’t zudem ein Vorab-Stück aus dem kommenden Studioalbum Worship Music veröffentlicht. Das Album wurde am 13. September 2011 veröffentlicht. Im Januar 2013 verkündete die Band auf ihrer Website, dass Rob Caggiano die Band verlassen hat; er wechselte zu Volbeat. Es soll schnellstmöglich ein Ersatz gefunden werden. 2013 war die Band auf ihrer Tour unter anderem auf dem Wacken Open Air und dem Summer Breeze Festival in Deutschland zu sehen.
Aus gesundheitlichen Gründen wird seit 2012 der etatmäßige Schlagzeuger Charlie Benante des Öfteren vom Ex-Slayer Schlagzeuger Jon Dette ersetzt. Im August 2013 wurde bestätigt, dass Jonathan Donais von Shadows Fall nun festes Mitglied bei Anthrax ist.
2014 wurde ein Ronnie-James-Dio-Tributealbum (This Is Your Life) veröffentlicht, auf dem Anthrax das Lied Neon Knights covern. Die Einnahmen gehen an Dios Krebsstiftung.

## Diskografie
Studioalben

| Jahr | Titel Musiklabel                              | Höchstplatzierung, Gesamtwochen, AuszeichnungChartplatzierungen (Jahr, Titel, Musiklabel, Platzierungen, Wochen, Auszeichnungen, Anmerkungen) | Höchstplatzierung, Gesamtwochen, AuszeichnungChartplatzierungen (Jahr, Titel, Musiklabel, Platzierungen, Wochen, Auszeichnungen, Anmerkungen) | Höchstplatzierung, Gesamtwochen, AuszeichnungChartplatzierungen (Jahr, Titel, Musiklabel, Platzierungen, Wochen, Auszeichnungen, Anmerkungen) | Höchstplatzierung, Gesamtwochen, AuszeichnungChartplatzierungen (Jahr, Titel, Musiklabel, Platzierungen, Wochen, Auszeichnungen, Anmerkungen) | Höchstplatzierung, Gesamtwochen, AuszeichnungChartplatzierungen (Jahr, Titel, Musiklabel, Platzierungen, Wochen, Auszeichnungen, Anmerkungen) | Anmerkungen                                                  |
| Jahr | Titel Musiklabel                              | DE | AT | CH | UK | US | Anmerkungen                                                  |
| ---- | --------------------------------------------- | --- | --- | --- | --- | --- | ------------------------------------------------------------ |
| 1984 | Fistful of Metal Megaforce Records            | — | — | — | — | — | Erstveröffentlichung: Januar 1984                            |
| 1985 | Spreading the Disease Megaforce Records       | — | — | — | — | US113 (18 Wo.)US | Erstveröffentlichung: 30. Oktober 1985                       |
| 1987 | Among the Living Megaforce Records            | DE46 (5 Wo.)DE | — | — | UK18 Silber · (5 Wo.)UK | US62 Gold · (36 Wo.)US | Erstveröffentlichung: 22. März 1987 Verkäufe: + 560.000      |
| 1988 | State of Euphoria Megaforce Records           | DE15 (8 Wo.)DE | — | CH20 (1 Wo.)CH | UK12 Silber · (4 Wo.)UK | US30 Gold · (36 Wo.)US | Erstveröffentlichung: 19. September 1988 Verkäufe: + 610.000 |
| 1990 | Persistence of Time Megaforce Records         | DE35 (9 Wo.)DE | — | — | UK13 (5 Wo.)UK | US24 Gold · (31 Wo.)US | Erstveröffentlichung: 21. August 1990 Verkäufe: + 500.000    |
| 1993 | Sound of White Noise Elektra Records          | DE35 (8 Wo.)DE | — | CH40 (1 Wo.)CH | UK14 (3 Wo.)UK | US7 Gold · (17 Wo.)US | Erstveröffentlichung: 25. Mai 1993 Verkäufe: + 550.000       |
| 1995 | Stomp 442 Elektra Records                     | — | — | — | UK77 (1 Wo.)UK | US47 (3 Wo.)US | Erstveröffentlichung: 24. Oktober 1995                       |
| 1998 | Volume 8: The Threat Is Real Ignition Records | DE43 (5 Wo.)DE | — | — | UK73 (1 Wo.)UK | US118 (2 Wo.)US | Erstveröffentlichung: 21. Juli 1998                          |
| 2003 | We’ve Come for You All Nuclear Blast          | DE22 (3 Wo.)DE | — | — | — | US122 (1 Wo.)US | Erstveröffentlichung: 6. Mai 2003                            |
| 2011 | Worship Music Nuclear Blast                   | DE13 (2 Wo.)DE | AT30 (2 Wo.)AT | CH28 (2 Wo.)CH | UK49 (1 Wo.)UK | US12 (6 Wo.)US | Erstveröffentlichung: 12. September 2011                     |
| 2016 | For All Kings Nuclear Blast                   | DE5 (4 Wo.)DE | AT14 (3 Wo.)AT | CH8 (3 Wo.)CH | UK21 (1 Wo.)UK | US9 (3 Wo.)US | Erstveröffentlichung: 26. Februar 2016                       |

## Wissenswertes
- Anthrax erlangte traurigen Ruhm infolge der Anthrax-Anschläge 2001 in den USA. Mit der Post wurden in den USA Sporen – also der inaktive und recht langlebige Zustand – des Anthrax-Bazillus (Milzbrand) verschickt. Gerüchte um eine Umbenennung der Band machten die Runde, bewahrheiteten sich aber nicht. Die Band musste sich diesbezüglich auf ihrer Website erklären, da die Zugriffe und Proteste rasant zunahmen.
- Scott Ian ist mit Meat Loafs Adoptivtochter, Pearl Aday, verheiratet.
- John Bush spielt zurzeit wieder mit seiner alten Band Armored Saint.
- Obwohl das Plattencover des Albums Fistful of Metal in Deutschland indiziert wurde,[14] war und ist die Platte dennoch in vielen Läden erhältlich, da auf dem Index der Bundesprüfstelle fälschlicherweise der Name Festival of Metal angegeben wurde. Wiederveröffentlichungen des Albums enthalten ein teilweise geschwärztes Cover, sodass die bedenklichen Teile des Bildes nicht zu sehen sind.
- Anthrax hatte mit Edd Byrnes einen Gastauftritt in der amerikanischen Serie Eine schrecklich nette Familie in der Folge Bud wirft eine Party. Drei Mitglieder der Band (Scott Ian, John Bush & Frank Bello) hatten einen Gastauftritt im Film Kalender Girls (2003). 2011 war Scott Ian als Zombie in einer Webisode der Fernsehserie The Walking Dead zu sehen.[15]
- Harman International Industries bot in seiner DigiTech’s Artist Pedal Serie ein Effekt-Pedal mit der Bezeichnung Scott Ian Signature Pedal Black 13 an.
- 1994 steuerte Anthrax die Coverversion des Titels She zum Kiss-Tributealbum Kiss My Ass bei.[16]
- 2016 wurde eine eng an das Original der Progressive-Rock-Band Kansas angelehnte Version von Carry On Wayward Son als Bonustrack auf dem Vinyl-Album For All Kings veröffentlicht.[17]